# Blesa
Blesa es un municipio y localidad española de la provincia de Teruel, en la comunidad autónoma de Aragón. El término, ubicado en la comarca de las Cuencas Mineras, tiene una población de 76 habitantes (INE 2024).

## Geografía
Se encuentra situado en las estribaciones del Sistema Ibérico, a 766 m sobre el nivel del mar, distando de Teruel 115 km. Tiene una población de 124 habitantes (INE 2008).

## Historia
Su nombre es de raíz etimológica dudosa. La zona fue reconquistada a los musulmanes en 1137 (o 1143 según otros autores). La referencia documentada más antigua data de 1198, como uno de los lugares cuyo señor es Miguel Luesia. En 1328, Alfonso IV vendió Huesa y sus aldeas a Pedro de Luna, pasando a formar parte de Sesma de la Honor de Huesa en la comunidad de aldeas de Daroca, comunidad de aldeas que en 1838 fue disuelta. El 1 de febrero de 1430, el rey Alfonso V de Aragón ordenó que se ocupase el castillo (quizá un simple torreón) de Blesa y se incorporase a la Corona.
A mediados del siglo XIX, el lugar contaba con una población censada de 1152 habitantes. La localidad aparece descrita en el cuarto volumen del Diccionario geográfico-estadístico-histórico de España y sus posesiones de Ultramar de Pascual Madoz de la siguiente manera:

BLESA: l. con ayunt. de la prov. de Teruel (14 leg.), part. jud. de Segura (2), adm. de rent. de Calamocha (8), aud. terr., c. g. y dióc. de Zaragoza (14): sit. en llano con buena ventilacion y clima saludable. Tiene 300 casas ademas de la de ayunt. distribuidas en varias calles bastante cómodas y bien empedradas, una escuela de primeras letras y una igl. parr. servida antiguamente por un capítulo de 8 beneficiados, y en el dia por un cura, un beneficiado, un esclauslrado y un sacristan: el curato es de cuarto ascenso y se provee por S. M. ó el diocesano, previa oposicion en concurso general; el cementerio ocupa un parage ventilado fuera de la pobl.: los vec. se sirven para beber y demás usos domésticos de las aguas del r. Aguas, que pasa por cerca del l.: confina el térm. con los de Moyuela, Monforte, Guesa y Muniesa estendiéndose en todas direcciones 1 1/2 leg: en su circunferencia, é inmediaciones de la pobl. se encuentra una ermita dedicada á San Bartolomé, 3 molinos harineros y 3 batanes de paños: el terreno es llano y de mediana calidad; se cultivan sobre unas 5,000 juntas de tierra que todas se destinan á cereales, á escepcion de un pequeño trozo que se halla plantado de viñedo: carece de montes arbolados la parte inculta: cria yerbas de pasto y en ella se encuentran algunas suaves alturas que encierran inagotables minas de yeso: lo atraviesa el r. Aguas ya nombrado, pero sus aguas no le fertilizan y dan impulso á las ruedas de los molinos harineros y batanes: los caminos son locales y se hallan en regular estado: el correo lo recibe por medio de peaton. prod.: trigo, mistura, avena y azafran; cria ganado lanar y cabrio, y caza de perdices, conejos y liebres. ind. y comercio: la esportacion de alguna de sus prod. é importacion de los artículos que hacen falta. pobl. 288 vec, 1,152 almas.
(Madoz, 1846, p. 360)

En 1916 finalizó la construcción de la torre de la iglesia de la Santa Cruz, de época más tardía que la propia iglesia, según se lee en su altura.

## Demografía
Blesa cuenta con una población de 76 habitantes (INE 2024).
| Gráfica de evolución demográfica de Blesa entre 1842 y 2021                                                         |
| |
| Población de derecho según los censos de población del INE Población de hecho según los censos de población del INE |

## Administración y política
| Período   | Alcalde                      | Partido |  |
| --------- | ---------------------------- | ------- |  |
| 1979-1983 | Jorge Salas Alcaine          | UCD     |  |
| 1983-1987 | Emilio Castro Bartolo        | PAR     |  |
| 1987-1991 | Ignacio Salas Arnal          | AP      |  |
| 1991-1995 | Ignacio Salas Arnal          | PP      |  |
| 1995-1999 | Felipe Arnal                 | PP      |  |
| 1999-2003 | Felipe Arnal                 | PP      |  |
| 2003-2007 | María Ángeles Cólera Herranz | PAR     |  |
| 2007-2011 | María Ángeles Cólera Herranz | PAR     |  |
| 2011-2015 | María Ángeles Cólera Herranz | CA      |  |
| 2015-2019 | María Ángeles Cólera Herranz | CA      |  |
| 2019-2023 | María Ángeles Cólera Herranz | Cs      |  |
| 2023-     | Joaquín Miguel Calvo Castro  | PP      |  |

| Partido político    | Partido político                                   | 2003   | 2007   | 2011   | 2015   |
| Partido político    | Partido político                                   | Ediles | Ediles | Ediles | Ediles |
|                     | Compromiso con Aragón (CA)                         | —      | —      | 4      | 4      |
|                     | Partido Popular de Aragón (PP)                     | —      | 2      | 1      | 1      |
|                     | Partido Aragonés (PAR)                             | 5      | 3      | —      | —      |
|                     | Partido de los Socialistas de Aragón (PSOE-Aragón) | —      | —      | —      | —      |
|                     | Chunta Aragonesista (CHA)                          | —      | —      | —      | —      |
| Total de concejales | Total de concejales                                | 5      | 5      | 5      | 5      |

## Monumentos y lugares de interés

### Religioso
- Iglesia del siglo XVIII, consagrada a la Santa Cruz, con la gran torre de estilo barroco, finalizada esta en 1916. En su subsuelo existen tumbas antiguas. Destaca la hermosa capilla de Santa Ana. En la iglesia actual se guardaron durante algunos siglos las tablas con las pinturas del antiguo retablo gótico del siglo XV que vistió la iglesia anterior y que hoy en día se puede admirar en el Museo de Zaragoza.
- Una cruz de término de piedra: la cruz del Hituelo.
- Varios pilones (o peirones): San Jorge, la Burilla, San Bartolomé y los del vía crucis (en el camino del cementerio).
- Restos de la ermita del Pilar, junto al cementerio (siglo XX). Destruida durante la última guerra civil.

### Civil

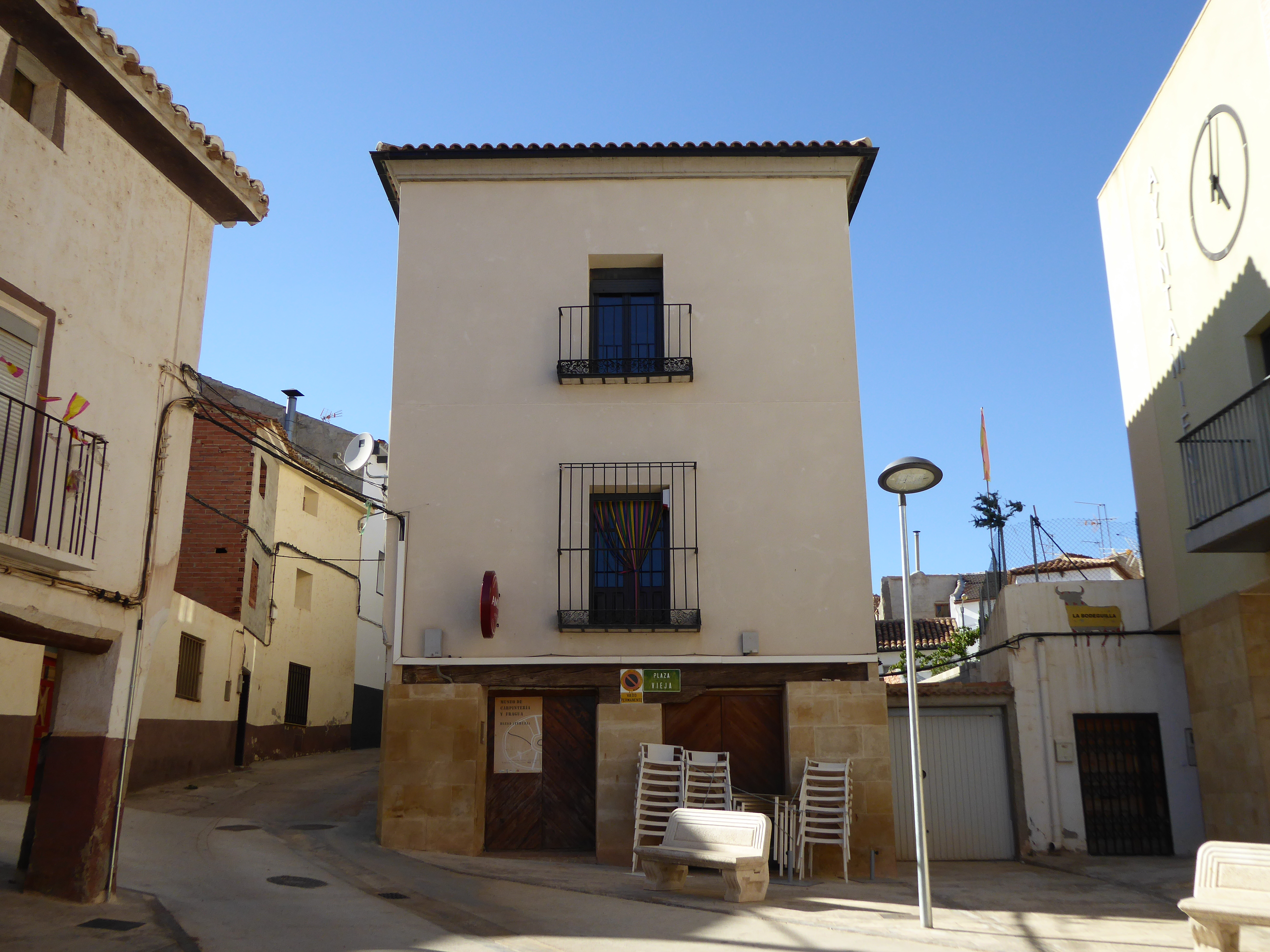
Museo de la carpintería y fragua

- Dos molinos harineros en las inmediaciones del casco urbano: La Cueva o Alto y el molino Bajo (data de mediados del siglo XIX y ha sido restaurado en 2008). Otro a 3 km del pueblo, el del Vado (en ruinas).
- Tres grandes azudes de cantería, en el río Aguasvivas: el Hocino, el del Vado (o de los Arcos) y el del Galindo. Forman parte de la ruta de las presas históricas del río Aguasvivas, señalada como PR Te-250.
- Varias casas, más o menos representativas de la arquitectura popular, datadas de entre el siglo XVII y el siglo XIX, otras con escudos nobiliarios, etc.
- Museo de la carpintería y fragua, una carpintería tradicional, muy completa ya que era carretería, se convirtió en Museo de la carpintería en 2004.
- Restos de antiguas industrias: un batán en el paraje del mismo nombre, del que se conserva una pared y poco más que el solar. Dos yeserías con sus canteras y hornos. Hornillos para el yeso.
- Arquitectura popular para las labores domésticas: lavaderos, coladores.
- Vestigios (de interés para investigación) de dos molinos muy antiguos (medievales), aguas abajo de Blesa: el del Galindo y del Arrocado.

## Cultura

### El Baile
El baile era una de las costumbres más arraigadas desde comienzos del siglo XX. El alma de los bailes la constituía la rondalla del pueblo que amenizaba la fiesta. Antes y después de la guerra civil española se tenía constancia de los siguientes locales de baile:
- Casa del tío Ponciano
- Casa del tío Sastre
- Casa Sara
- El salón del tío Cajudo
- Picú, local dispuesto por Germán Lomba.

### Fiestas
- Día 26 de julio en honor a Santa Ana.
- Día 17 de enero en honor de san Antón, protector de los animales.
- El primer sábado de mayo, con peregrinación a la Ermita de la Virgen de la Aliaga.
- Día 15 de mayo en honor de san Isidro.